# Clase Intrépida
La clase Intrépida es la designación de la Armada Argentina para un grupo de Lanchas rápidas de ataque construidas por el astillero Lürssen Werft a principios de la década de 1970.

## Desarrollo
Ambas lanchas fueron construidas por el Lürssen Werft de Bremen, Alemania Occidental. La P-85 ARA Intrépida entró en servicio en 1974 y la P-86 ARA Indómita en 1975.
Las lanchas de la clase Intrépida se basan en el diseño TNC 45 de Lürssen, el cual fue origen también de la clase La Combattante de lanchas rápidas, en servicio en varias armadas.
En 2022 la Indómita fue equipada con el SEON (Sistema Integrado de Observación y Puntería Naval) fabricado por CITEDEF. El SEON es una torre giroestabilizada con visión nocturna y telemetría láser.

## Buques
| Nombre        | N.º  | Constructor   | Iniciada | Botada | Asignada | Destino     |
| ------------- | ---- | ------------- | -------- | ------ | -------- | ----------- |
| ARA Intrépida | P-85 | Lürssen Werft |          |        | 1974     | En servicio |
| ARA Indómita  | P-86 | Lürssen Werft |          |        | 1974     | En servicio |

### Buques similares
- Clase Dabur
- Clase Lazaga

### Listas relacionadas
- Anexo:Buques de guerra de Argentina